# NGC 5308
NGC 5308 je lećasta galaktika u zviježđu Velikom medvjedu. 

## Vanjske poveznice
- (engl.) SEDS: NGC 5308
- (engl.) Revidirani Novi opći katalog
- (engl.) Izvangalaktička baza podataka NASA-e i IPAC-a
- (engl.) Astronomska baza podataka SIMBAD
- (engl.) VizieR
- DSS-ova slika NGC 5308